# Crosseola favosa
Crosseola favosa is een slakkensoort uit de familie van de Conradiidae. De wetenschappelijke naam van de soort is voor het eerst geldig gepubliceerd in 1937 door Powell.